# Watersley R+D Handball Team
Watersley R+D Handball Team is een Nederlands handbalteam dat zijn naam ontleent aan de gelijknamige sportaccommodatie en wielerploeg, Watersley R+D Cycling Team, uit het Zuid-Limburgse Sittard. De hoofdlocatie van Watersley ligt op het voormalige Pergamijn-terrein. Omdat er geen grote sporthal op het Watersley-terrein is, speelt en traint het team in Glanerbrook, Geleen. Het herenteam is een afsplitsing van Vlug en Lenig.

## Geschiedenis

### Het ontstaan
In maart 2021 stopte Limburg Lions met haar opleidingsteams, waaronder de Lions Youth (de heren A-jeugd) en het tweede herenteam, dat actief was in de eredivisie. Door het stoppen werden de licenties teruggebracht naar verenigingsniveau, waarbij de verantwoordelijkheid bij de aangesloten verenigingen onder de THZL (Sittardia en V&L) lag. De licenties van zowel Limburg Lions 2 als Youth waren van V&L.
Het team, dat bestond uit spelers van V&L, Sittardia, Limburg Lions 2 en Youth, speelde onder leiding van Martin Vlijm in de eredivisie. Al na één seizoen degradeerde V&L uit de eredivisie. Een seizoen later, in de eerste divisie, werd het team direct kampioen. Om financiële redenen kon het bestuur van V&L echter niet naast een damesteam op eredivisieniveau ook het herenteam op hetzelfde niveau laten spelen. Hierdoor nam de hoofdsponsor van het herenteam, Watersley Sports & Talentpark, de eredivisielicentie van V&L over om als eigen vereniging verder te gaan onder de naam Watersley. Het team zou uitkomen in de eredivisie.

### Stoppen maar toch doorstarten
Op 1 juni 2023 maakte Watersley bekend te stoppen met het Watersley R+D Handball Team. Eventmanager Jeroen Niessen van Watersley liet weten dat men het volgende seizoen niet verder zou gaan met een handbalteam. Op 6 juni werd echter bekendgemaakt dat Watersley R+D Handball Team toch een doorstart zou maken. Hierbij kwamen verschillende partijen samen, waaronder V&L, dat zijn herenafdeling afsplitste van de vereniging.

### Onderaan meedoen in de eredivisie
Sinds de promotie in 2023 van de eerste divisie naar de eredivisie speelt Watersley R+D Handball Team onderin mee in de eredivisie (later Next Handball League). Ondanks de tegenvallende prestaties blijft Watersley twee seizoenen in de eredivisie. 

### Definitief stoppen
Op 12 maart 2025 maakte het bestuur van Watersley bekend dat het team stopt met bestaan. Dit besluit komt mede door de het plots stoppen van de Limburg Lions en de onderhalende stichting, Stichting Stimulering Tophandbal Limburg werd er onderzoek gedaan of het haalbaar is om door te groeien naar de positie van de Lions. Helaas was dat niet haalbaar door financiële redenen.

## Extra links
- (en) Officiële website Watersley Sports & Talentpark